# 魔音少年
《魔音少年》是日本漫畫家綠川幸創作的日本漫畫作品。於《LaLa》1999年2月号至2000年11月号期間進行連載，《LaLa DX》2000年11月号、2001年1月号刊載2話番外篇。單行本全3卷。本作為作者首次連載作品。
2000年第25回白泉社白泉社雅典娜新人大賞獲得「新作優秀者賞」。

## 劇情簡介
高中女生國府佐和，因同年男生辛島的聲音而注意到他這個人，並喜歡上他。某天當她挑選辛島的生日禮物而返家途中，遇見正進入某大樓的辛島，於是跟了上去，並被捲入事件中。國府發現辛島如聽說的會捏住鼻子說話，辛島告訴國府，他的聲音對人類是一種非常舒服的聲音，是能夠給予對方強烈暗示的聲音，辛島的朋友都知道但沒張揚。而辛島真正不為人知的秘密是從小使用這種聲音替警方特殊部隊工作。而國府也從這天開始捲入了辛島的秘密工作...

## 出場人物

### 主要角色
國府佐和（こくぶ さわ）
主角。作者設定為「女高中生，於秋天出生，女生的偶像，是馬上就會採取行動的女孩」，常追著辛島跑，最後和辛島成為男女朋友。
因為喜歡辛島而知道了辛島的秘密，雖然曾一度猶豫是否因為辛島的聲音而喜歡上他，但仍舊持著好感與辛島度過了許多事件，從而關係變的密切。常希望自己能幫上忙，總是堅強地支持著辛島。
班級３－１。
辛島（からしま） 
與國府同校的同年男生。作者設定為「冬天出生，單親家庭，父親從事建築相關工作，川口擁護者」，最後和國府成為男女朋友。
於小學時為了看父親設計的建築而被捲入第一起案件--秋津百貨強盜殺人事件，於驚嚇過度使用了聲音，因而被警方發掘，並進而幫助警方的特殊部隊工作。聲音對人類而言非常的好聽，如同麻藥，只要說出命令或願望，大多數的人都會想服從，因此常常捏著鼻子說話，朋友們都知道，但沒有聲張。第一次聽到辛島聲音的人會不能動彈進而昏厥。若下了暗示，這時則需叫出對方全名才得以解開暗示。對於自己的聲音給他人看到幻像，辛島自己並無法察覺。
和父親之間有些冷漠，又因聲音的關係，並沒有特別要好的存在，於是很沉浸在「工作」之中，認為是被需要的，但遇見國府後，心靈之柱漸漸地轉移，總是很在意自己的聲音會給國府帶來危險。工作時，為了怕被犯人記住臉，會戴上川口特地要來給他的狐狸面具。
班級３－３。
川口 誠示（かわぐち せいじ）
作者設定為「冬天出生，父母為組織的相關人員，一個人住」，是警方特殊部隊０班的成員。
因為當時身為小學生的辛島捲入秋津事件而被警方發掘，因此０班的宮原班長要川口工作時負責照顧接下來出任務都會同行的辛島。一開始有些抗拒，覺得案發現場不該帶著小孩，即使辛島成為高中生，還是反對辛島繼續這樣的工作，出任務時總是跟辛島一起行動，平時私底下也會一起吃飯。和辛島就像家人的關係，是辛島非常信賴的人。擁有一張壞人臉，因而常被誤會。
坂本健太郎（さかもと） 
作者設定為「冬天出生，父母為組織的相關人員，父親為警方特殊部隊某班的班長。著迷的事物：布丁、辛島，討厭的事物：泡麵，在意的事物：國府」
父母為組織人員的關係，加上運動神經好，也被徵召進組織幫忙任務。國中時就被組織任命為監視辛島的「監視員」，若辛島輸給了負面感情並使用聲音時，就必須立刻回報。平常負責校內的保護辛島任務，校外則由川口接手。對辛島身邊所有的人事物都做過調查。常挑釁捉弄辛島，看辛島越生氣他就越開心，常被辛島臭臉相向。
班級３－４。

### 其他角色
會富（あいどみ）
是國府最要好的朋友。母親已經去世。非常怕寂寞。
小學和辛島同班，對辛島的事還蠻清楚的。曾經因為辛島的聲音發生了一些事，所以不贊成國府和有那種聲音的辛島交往，認為這樣國府會不幸。非常喜歡國府。
班級３－１(和國府同班)。
里見
為辛島捲入之第一次事件「秋津百貨強盜殺人事件」的主謀。因為辛島過於害怕而使用聲音，導致失去意識而被抓。後來，集結了和辛島有仇的人們於學校，為的是測試辛島聲音的能力，而想帶辛島走並利用他的聲音。
被關在房間時，遇見了到警方特殊部隊基地說明秋津事件卻走錯房間的辛島。因而知道了「聲音」的能力。擁有似乎能看透一切的溫柔眼神，能看穿別人的黑暗面並鼓吹操縱，以讓人墜入黑暗為樂，徹底抹殺不從自己的人才會滿意。導致當時還是小孩的辛島從此不敢記住犯人的長相。
柴
本名為柴圭一郎，為編號K-103，3班鎖定的怪盜。
於同伴之間被稱為「柴犬」，耳力異常地好，能聽到隔壁房間的悄悄話，總是在警方到達之前就已搬出住的地方，只留下指紋。認為這世界過於吵雜，平時總戴著耳機。曾和一名女子相愛，而有一年左右沒有犯案的時期，但因女子出車禍而亡，又再度犯案。總是聽著那名女子送他的古典樂MD。

## 番外篇
2話番外篇採花賊（花泥棒）、咖啡飄香（珈琲ひらり）收錄於單行本第2卷。
採花賊
為作者第一次向《LaLa》投稿，也是作者第一次登上雜誌的作品。
- 出場角色：高平、班長、副班長
- 內容簡要：學校花壇的花每天晚上一點一點的減少，於是會吃花的高平被懷疑，高平等3人決定找出是誰偷走了花...

咖啡飄香
作者喝咖啡會頭痛，因而想出的故事。
- 出場角色：相良、水上、須惠
- 內容簡要：相良擁有喝了討厭的咖啡後，運動能力會暫時超乎異常提高的體質。某天，相良喝完咖啡要回家拿上課要用卻忘了帶的東西，途中碰見了銀行搶匪正在埋現金...

## 出版書籍
單行本
| 集數 | 白泉社        | 白泉社             | 東立出版社     | 東立出版社         |
| 集數 | 發售日期      | ISBN               | 發售日期       | ISBN               |
| ---- | ------------- | ------------------ | -------------- | ------------------ |
| 1    | 2000年1月10日 | ISBN 4-592-17751-7 | 2001年8月14日  | ISBN 957-69-9297-4 |
| 2    | 2000年6月10日 | ISBN 4-592-17764-9 | 2002年7月2日   | ISBN 957-69-9298-2 |
| 3    | 2001年4月10日 | ISBN 4-592-17780-0 | 2002年10月29日 | ISBN 986-11-0966-8 |

文庫版
| 集數 | 白泉社        | 白泉社                 |
| 集數 | 發售日期      | ISBN                   |
| ---- | ------------- | ---------------------- |
| 1    | 2008年5月15日 | ISBN 978-4-592-88543-6 |
| 2    | 2008年5月15日 | ISBN 978-4-592-88544-3 |

## 外部連結
- 東立出版社：魔音少年 （页面存档备份，存于）
- 博客來網路書店：魔音少年